# 奥斯泰勒
奥斯泰勒（法語：Ostel）是法国皮卡第大区埃纳省的一个市镇，属于苏瓦松区埃纳河畔瓦伊县。该市镇2009年时的人口为80人。

## 人口
奥斯泰勒人口变化图示
| 数据来源：INSEE |